# Loma del Castillo
La loma del Castillo (en inglés: ?) es una elevación de 121 m s. n. m. ubicada al norte de la isla Gran Malvina en las islas Malvinas, cerca de la costa del puerto del Río y al norte del monte Edgeworth. En este sitio nace el río Blackburn que desemboca en la bahía San Francisco de Paula.